# UTC-7
UTC−7 je jedna od vremenskih zona. Koristi se na sljedećim područjima:

## Kao standardno vrijeme (cijelu godinu)
- Kanada
  - Dio doline rijeke Peace u Britanskoj Kolumbiji.
- SAD
  - Arizona, osim arizonske nacije Navaho, koja koristi ljetno računanje vremena.
- Meksiko
  - Sonora

## Kao standardno vrijeme (sjeverna hemisfera - zimi)

### Planinsko standardno vrijeme
- Kanada
  - Alberta
  - Britanska Kolumbija  (jugoistočni dio)
  - Sjeverozapadni teritoriji (veći dio teritorija)
  - Nunavut (zapadni dio)
  - Saskatchewan - samo Lloydminster i okolno područje

- SAD
  - Colorado, Montana, New Mexico, Utah,  Wyoming
  - Nacija Navaho u Arizoni
  - Idaho (južni dio)
  - Kansas, Nebraska, South Dakota, Texas (zapadni dijelovi)
  - North Dakota (sjeverozapadni dio)
  - Oregon, Nevada (istočni dijelovi)

- Meksiko
  - Baja California Sur,
  - Chihuahua (UTC−7 prihvaćen 1998.)
  - Nayarit (veći dio savezne države)
  - Sinaloa

## Kao ljetno vrijeme (sjeverna hemisfera - ljeti)

### Pacifičko ljetno vrijeme
- Kanada
  - Britanska Kolumbija (veći dio provincije)
  - Yukon

- Meksiko
  - Baja California

- SAD
  - Washington
  - Nevada (veći dio savezne države)
  - Oregon (veći dio savezne države)
  - Idaho (sjeverni dio)